# Siaśstroj
Siaśstroj (ros. Сясьстрой) – miasto w Rosji, w obwodzie leningradzkim, 140 km na wschód od Petersburga. W 2009 liczyło 13 146 mieszkańców.